# それいけ!アンパンマン ロールとローラ うきぐも城のひみつ
『それいけ!アンパンマン ロールとローラ うきぐも城のひみつ』（それいけアンパンマン ロールとローラ うきぐもじょうのひみつ）は2002年（平成14年）7月13日公開の映画『それいけ!アンパンマン』シリーズ通算第14作。同時上映作品は『それいけ!アンパンマン 鉄火のマキちゃんと金のかまめしどん』（それいけアンパンマン てっかのマキちゃんときんのかまめしどん）。
全日本私立幼稚園連合会、社会福祉法人日本保育協会推薦作品。

## 概要
前作『ゴミラの星』と前々作『人魚姫のなみだ』と、2年連続で登場しなかったロールパンナが再び登場し、メインになっている作品。大気汚染が本作のテーマ。
彼女がメインになった作品は第7作『ゆうれい船をやっつけろ!!』以来7年ぶりとなる。その代わり、本作ではクリームパンダは同時上映作品を含めて登場しない（次回作以降は毎回登場）。ただし、本作のサウンドトラックCDには彼のキャラクターソングである「ぼくはクリームパンダ」が収録されている。
また、本作のOPとEDは凝った構成である（下記参照）。
セル画で製作され、モノラル音源で製作された最後の作品でもある。

## あらすじ
ロールパンナは、アンパンマンワールドに現れた「うきぐも城」を訪れた。そこには、ローラ姫という少女がいた。
彼女の仕事は世界の汚れを洗い流すこと。しかし、その為の機械が故障してしまっていたのだ。ローラ姫は、機械の修理を手伝ってくれたロールパンナと仲良くなる。
うきぐも城が汚れていることを心配して、アンパンマン達もやって来たが、そこにばいきんまん達も乱入してきた。ロールパンナにバイキン草のビームを浴びせ今までよりもパワーアップしたブラックロールパンナにした上、「バイキンの雨」で世界を汚れでいっぱいにしようとしてきたのだ。
ロールパンナと世界を救う方法は、「ローラの雨」を降らせること。しょくぱんまんとカレーパンマンがブラック化し更なるピンチを迎える中、アンパンマン達はローラの雨を降らせることができるのだろうか?

## 登場キャラクター（キャスト）
詳細はアンパンマンの登場人物一覧を参照。

### レギュラーキャラクター
アンパンマン
声 - 戸田恵子
本作ではストーリーの展開上、自分の顔を分け与える場面はなかった。
ばいきんまん
声 - 中尾隆聖
ドキンちゃんやホラーマンと共に、「バイキンの雨」を降らせようとうきぐも城を乗っ取ろうとしたが、ブラックロールパンナを制御しきれず地上に投げ捨てられてしまった。
エピローグではかびるんるん共々真っ白になり生還したが、ドキンちゃんからは「知らな～い!あんたなんか見たことないもん!」と言われ、「俺様は俺様だぁ～!!入れてくれよ、俺様のバイキン城だぞぉ～!!」と泣きながらバイキン城から締め出される末路となっていた。
ロールパンナ
声 - 冨永みーな
今作の主役。映画序盤では、うきぐも城の庭にまごころ草が咲いていたため、花びらが何度か赤いハートに取り込まれたことで性格が女の子らしくなり、言葉遣いが丁寧になる、ローラのドレスを見て胸をときめかせる、ばいきんまんとの戦いを嫌がるなどといった珍しい姿を見せている（ドキンちゃんにも「弱々しい」と評されている）。他にもメロンパンナやローラを「ちゃん」付けで呼び、声質もこの時だけは高めになった。
劇場版でブラック化するのは 第9作『虹のピラミッド』以来5年ぶりである。また、今回はバイキン光線をたくさん浴びており、ブラックロールパンナの額のマークが通常のRからBになり、胸の青いハートも真ん中に位置している。メロンパンナのこぼした涙で正気に戻ると左半分が赤く割れてブラック状態のままでアンパンマン達に協力するも、バイキン草のイバラに捕まって飲み込まれ、リボンの切れ端を残したまま生死不明になるが、機械から誕生した雲によって復活する。その後、「いつか、きっといつか一緒に暮らせる」と言い残し、去って行った。
ジャムおじさん
声 - 増岡弘
バタコさん
声 - 佐久間レイ
めいけんチーズ
声 - 山寺宏一
アンパンマンの新しい顔を届けるためにチーズバケット号に乗るも、届けた直後にバイキン水にやられ泥団子にされてしまった。
ドキンちゃん
声 - 鶴ひろみ
うきぐも城のお姫様になろうとしていた。本作では、ブラック化したしょくぱんまんを助けようと説得を試みるも、「ニヒルで素敵」と逆に惚れ直してしまう。
エピローグでは真っ白になったばいきんまんとかびるんるんを他人扱いし、「知らな～い!あんたなんか見たことないもん!」と言ってバイキン城から締め出した。
メロンパンナ
声 - かないみか
本作ではロールパンナと仲良くしているローラに多少嫉妬している様子であったが、彼女ともすぐに仲良くなる。劇中のクライマックスではブラックロールパンナにやられ泥団子にされるが、ローラの雨を降らせたおかげで元に戻った。
しょくぱんまん
声 - 島本須美
本作では、ブラックロールパンナによってカレーパンマンと共にブラック化にされるが、バイキン水にやられ泥団子にされてしまった。その後、元に戻ったものの雨のせいで顔がふやけてしまう。
カレーパンマン
声 - 柳沢三千代
本作では、しょくぱんまん同様ブラックロールパンナによってしょくぱんまんと共にブラック化にされるが、バイキン水にやられ泥団子にされてしまった。その後、元に戻ったもののしょくぱんまん同様雨のせいで顔がふやけてしまう。
ホラーマン
声 - 肝付兼太
本作では王子様の衣装をしていたが、中盤ではなぜか鉄骨ホラーマンになっていた。
ミミ先生
声 - 滝沢ロコ
カバオくん
声 - 山寺宏一
ピョン吉
声 - 原えりこ
ウサ子
声 - 中村ひろみ
ちびぞう
声 - 坂本千夏
ウサお
クマ太
ネコ美
ブタお
コン太
モン吉
かびるんるん
声 - 佐久間レイ、柳沢三千代

### ゲストキャラクター
ローラ姫
声 - 黒木瞳
雲の上のうきぐも城のお姫様。男勝りで気は強く、荒っぽい口調で話すが、根は寂しがり屋。一人称は「アタイ」。汚れた雲や空の空気を綺麗に掃除して、大地にローラの雨を降らせるのが仕事。機械が故障してその修理中に助けてもらったロールパンナと仲良くなる。
機械の修理のため、当初は顔に包帯を巻いて覆面をしていたが、千切れたロールパンナのリボンの代わりにするために包帯を外した。本来は色白の肌で髪型は金髪のお団子頭だったが、機械の修理によって油で汚れたたせいか頬も髪も黒くなっていた。
カラス
声 - 寺田はるひ
ばいきんまんの手下。複数登場する。ばいきんまん達にうきぐも城のことを説明する。
ブラックしょくぱんまん
声 - 島本須美
ブラックロールパンナによって邪悪になったしょくぱんまん。ドキンちゃん曰く「ニヒルで素敵」。最後はドキンちゃんやホラーマンと共に泥団子になり、終盤で元に戻る。
ブラックカレーパンマン
声 - 柳沢三千代
ブラックロールパンナによって邪悪になったカレーパンマン。口から黒いカレーを吹いて攻撃する。最後はバタコさんに制止され、彼女と共に泥団子になり、終盤で元に戻る。

### その他の登場キャラクター
ユキダルマン
とうだいまん
イルカのベソ
くじらのクータン
SLマン
以上のキャラはばいきんまんによって、黒くなったり、身動きが取れなくなったがその後元に戻った。

## 用語
うきぐも城
雲の上にあるローラ姫の城。空気の汚れを浄化している。まごころ草とバイキン草が咲く地帯がそれぞれ存在している。

### 乗り物
飛行船アンパンマン号
ドキンUFO

#### バイキンメカ
バイキンロボット
OPで登場。アンパンマン達同様CG化し戦いを繰り広げる。今回は口から足場を兼ねたサポートメカを出して歯車でアンパンマンたちを攻撃するが軸の部分を破壊されバランスを崩したところを倒される。
スーパーモグリン
1号
うきぐも城を乗っ取るためのもぐりん型の戦闘機。バイキン草を食べてエネルギーにする。口からバイキン草の力で作った光線やうきぐも城の黒い沼から吸い上げたバイキン水を吐き出す。バイキン水に触れた者は泥団子になってしまう。その他にミニモグリン（先述のものと違い、かびるんるんが操縦している）も搭載している。始めはアンパンマンにやられていたが、うきぐも城のバイキン草を見つけてそれを食べ、バイキン草の力で作った光線でロールパンナをブラックロールパンナに変えてしまう。更にうきぐも城からバイキン水を吐き、地上を黒く染め始めた。その後2号へと変形する。
2号
1号の変形ロボット。腕と3本の足が生えているが、3本の足にしたばかりにうまく歩けない。上下を分離して攻撃をかわすことができる。しかし邪魔に思ったブラックロールパンナによって地上に投げ捨てられてしまい、いいところが全くなかった。

## スタッフ
- 製作 - 加藤俊三
- 企画 - 奥田誠治
- プロデューサー - 柳内一彦、尾崎隠通、山崎喜一朗、小野利恵子
- 原作 - やなせたかし「ロールとローラ うきぐもじょうのひみつ」（フレーベル館刊）
- 脚本 - 米村正二
- 主題歌 - 三木たかし、やなせたかし
- 音楽 - いずみたく、近藤浩章
- キャラクターデザイン・作画監督 - 前田実
- 美術 - 横山幸博、池上みどり
- 撮影 - 金井弘
- 音響監督 - 山田悦司[注釈 2]、山田智明
- 音楽監督 - 鈴木清司
- 音響効果 - 糸川幸良
- 編集 - 鶴淵和子、鶴淵允寿
- 絵コンテ - 奥脇雅晴
- 監督 - 大賀俊二
- 原画 - 相馬満、日置正志、南雲公明、華房泰堂、三原武憲、本山浩司、大木賢一、猪口亮、山本天志、大久保修、星名靖男、（有）アニメ工房 婆娑羅（鈴木信一、岡豊、鳥居愛緒、松尾裕子、高橋剛士、小原優子）
- ミュージック作画 - 相馬満、星名靖男
- アニメーション制作 - 東京ムービー
- 製作 - アンパンマン製作委員会（日本テレビ、VAP、トムス・エンタテインメント、フレーベル館、やなせスタジオ）
- 配給 - 東京テアトル、メディアボックス

## 楽曲
オープニング『アンパンマンのマーチ』
アンパンマンたちが異空間に入ると一旦演奏がとまり、しばらくするとまた最初から演奏が始まる。なお、本作のOPはCGアニメーションとなっている（アンパンマンたちは自分達がCG化したことに驚いていた）。
エンディング『勇気りんりん』
作詞：やなせたかし、作曲：三木たかし、編曲：大谷和夫、歌：ドリーミング
本作はエピローグが存在する。オープニング同様、終盤で一旦演奏が止まり、エピローグを挟んで、「おわり」のクレジットの部分で曲が終了するという複雑な演出となっている。
テーマ曲『まわれ歯ぐるま〜ロールとローラ〜』
作詞：やなせたかし、作曲・編曲：中島優貴、歌：ドリーミング
劇中ではロールパンナとローラ姫、メロンパンナとローラ姫（とアンパンマン、ジャムおじさん、バタコさん、めいけんチーズ）が歌っていたが、いずれも音源化されていない。

## 原作絵本の特徴
- ブラックロールパンナの容姿が一部異なっており、額のマークがRのままとなり、青いハートは真ん中に位置していない。そのため、ブラックロールパンナがアンパンマン、メロンパンナ、ローラ姫を傷つける描写がカットされている。
- ブラックロールパンナがばいきんまんに逆らうことなく、元に戻るまで彼の制御下に置かれている。これに伴い、映画では殆ど活躍が無かったスーパーモグリン2号が最後の敵として立ちはだかる。
- 映画ではロールパンナが彼女をお風呂に入れて一部汚れが落ちたが、原作ではそのシーンがカットされているため終盤まで汚れが落ちなかった。
- ロールパンナは元の姿に戻った後、泥団子となって地上へ落下したメロンパンナを救うために犠牲となった。機械から誕生した雲によって復活した点は共通。
- ブラック化したしょくぱんまんとカレーパンマンの容姿が異なる。映画では容姿も凶悪なものに変貌したが、原作では比較的変化が少なく元の姿が黒ずんだような容姿となっている。

## それいけ!アンパンマン 鉄火のマキちゃんと金のかまめしどん
『それいけ!アンパンマン ロールとローラ うきぐも城のひみつ』の同時上映作品。
伊藤静の声優デビュー作品でもある。

### あらすじ
今日はきのこ山のきのこ祭りの日。かまめしどんもてんどんまんとカツドンマンに屋台の準備を手伝わせていた。
そこにばいきんまんとドキンちゃんがキノコ大魔王ロボでキノコ料理を奪うべく襲ってきた。そこに現れた鉄火のマキちゃんによって劣勢に陥ったばいきんまんたちだったが、きのこちゃんを人質にとり逃走した。
一方、キノコ大魔王ロボに吹っ飛ばされたかまめしどんは、いずみのせいによってスーパーゴールドかまめしどんにパワーアップした。
果たしてどんぶりまんトリオと鉄火のマキちゃんはきのこちゃんを救い出す事が出来るであろうか。

### 登場キャラクター（キャスト）

#### レギュラーキャラクター
アンパンマン
声 - 戸田恵子
前作と同様に終盤のみの登場であり、ストーリーへの関与は無い（ジャムおじさん、バタコさん、めいけんチーズも同様）。
ばいきんまん
声 - 中尾隆聖
きのこ祭りのきのこ料理を狙ってドキンちゃんと共に「きのこ大魔王」というロボットに搭乗し村を襲撃したものの、まだ祭りの催しも料理も準備段階だったため、強引にきのこ料理を作らせようときのこちゃんを攫っていった。
倒された後は幹が倒れた巨大きのこの影に隠れてしまったため、正体がばいきんまんだったことにかまめしどんやマキちゃんは気付かなかった。
その後はきのこ祭りに変装して参加してきのこ料理を食べていた。
かまめしどん
声 - 山寺宏一
今回の主人公の一人。てんどんまんとカツドンマンにきのこ釜飯の屋台の手伝いをさせていた。きのこちゃんと仲がよく彼女からは「かまめしちゃん」とよばれていた。
主人公であるため本作ではキャストクレジットに記載されており、担当声優の山寺はチーズとの二重クレジットとなっている。
スーパーゴールドかまめしどん
いずみのせいのハンマーを受けたかまめしどんが変身した、黄金に輝くかまめしどん。略して「金かま」。
身体能力が大幅に向上しているが、きのこ大魔王のきのこエキスをくらい、怒ったり笑ったり泣いたりクシャミをしたりと苦しめられてしまった。最後はいずみのせいに頼んで元に戻してもらった。
鉄火のマキちゃん
声 - 勝生真沙子
今回の主人公の一人。きのこ大魔王ロボ相手に奮戦し、最終的に足元への一撃で付け根を切り落として転落させ、破壊する事に成功した。
ジャムおじさん
声 - 増岡弘
バタコさん
声 - 佐久間レイ
めいけんチーズ
声 - 山寺宏一
ドキンちゃん
声 - 鶴ひろみ
てんどんまん
声 - 坂本千夏
カツドンマンと共にきのこちゃん探しに同行させられる。エンディングではかまめしどんに内緒でいずみのせいにたのんだのか、ちゃっかりゴールド化してステージに登場する。
カツドンマン
声 - 三ツ矢雄二
てんどんまんと同様、きのこちゃん探しに同行させられ、エンディングではかまめしどんに内緒でいずみのせいにたのんだのか、ちゃっかりゴールド化してステージに登場する。
ホラーマン
声 - 肝付兼太
アンパンマン達と同様、出番は少なく、この作品を始め、終わらせるだけ。劇場版では珍しくばいきんまん達との絡みがなかった。
冒頭でこの作品のあらましの説明役となり、泉に自分の頭を落とした際にいずみのせいが現れ「普通の頭」と「金の頭」を選ばされたが、身体部分は正直ではなく金の頭を選んでしまった。
エピローグでは作品の終了を告げた直後に頭に塗装されていた金箔が剥がれる。
かびるんるん

#### ゲストキャラクター
きのこちゃん
声 - 小池栄子
かまめしどんの憧れの人。テレビシリーズ登場時の声優は川浪葉子が演じているが、本作のみ小池が演じている。
いずみのせい
声 - 緒方賢一
泉にものを落としたものに落としたものが金のものか普通のものか問い、正直に答えたら金のものを与え、更にそれを断られたら本人をスーパーゴールドにする精霊。怪しげな名古屋弁で話す。
最初に、頭を落としたホラーマンの嘘を聞いて、怒りで雷を落とした後、しっかり頭を返しておいた。続いてかまめしどんが落としてしまった「しゃもじ」の問いに「金のしゃもじはいらない」と答えた際に「スーパーゴールドかまめしどん」にした。その後かまめしどんを元に戻すが、エンディングでは代わりにてんどんまんとカツドンマンをスーパーゴールドにしていた。
きのこ村長
声 - 藤井恒久
きのこ村の村長。年に一度のきのこ祭りを開く。
きのこダンサーズ
きのこ村の住人。きのこ祭りで、きのこちゃんと一緒にラインダンスを踊る。
きのこ村の村人
声 - 伊藤静

### その他の登場キャラクター
しょくぱんまん
カレーパンマン
カバオくん
ちびぞうくん
きのこブラザーズ
しめじまん
マッシュルームくん
えのきだけよ
まつたけまん
まいたけちゃん
ピョン吉
ウサコ
わたあめじいさん
やきそばパンマン
ネギーおじさん
こむすびまん
りんごちゃん
たこやきまん
らーめんてんし
ソフトクリームマン
ブルおじさん
リップルちゃん
コチョウランさん
モン吉
ブタお

### バイキンメカ
きのこ大魔王
きのこ村のきのこ祭りを襲い、きのこ料理を横取りするためのロボット。怒り、泣き、笑い、くしゃみの毒きのこエキスが入っているきのこ銃が武器。スーパーゴールドかまめしどんと鉄火のマキちゃんに敗れ、倒れてきた巨大きのこの下敷きになる。

### スタッフ
- 原作 - やなせたかし
- 製作 - 加藤俊三、伊藤梅男
- プロデューサー - 吉野朋子、小野利恵子、尾崎隠通、柳内一彦
- 脚本 - 日吉恵
- 音楽 - いずみたく、近藤浩章
- 作画監督・原画 - 大道博政
- 美術 - 横山幸博、池上みどり
- 撮影 - 白尾仁志
- 音響監督 - 山田智明、山田悦司[注釈 2]
- 音楽監督 - 鈴木清司
- 音響効果 - 糸川幸良
- 絵コンテ - 日巻裕二
- 編集 - 鶴渕允寿、鶴渕和子
- 監督 - 大賀俊二
- 制作協力 - スタジオキャブ
- 協力 - 読売新聞社

### 楽曲
エンディング『どんぶりまんトリオうきうき歌』
作詞：やなせたかし、作曲：丸山武彦、編曲：近藤浩章、歌：坂本千夏、三ツ矢雄二、山寺宏一
こちらはエンディングの最後でエピローグが入る。なお、「おわり」のクレジットではTV版で使用されているBGMを使用。
挿入歌『鉄火のマキちゃん』
作詞：やなせたかし、作曲・編曲：近藤浩章、歌：勝生真沙子